# Gjemnes
Gjemnes is een gemeente in de Noorse provincie Møre og Romsdal. De gemeente met 2611 inwoners (januari 2017), maakt deel uit van de streek Nordmøre. In het noorden grenst Gjemnes aan de gemeenten Averoy, Kristiansund en Tingvoll. In het westen grenst het aan Eide en Fræna en in het zuiden aan Molde en Nesset. Het bestuur van de gemeente zetelt in Batnfjordsøra.

## Plaatsen in de gemeente

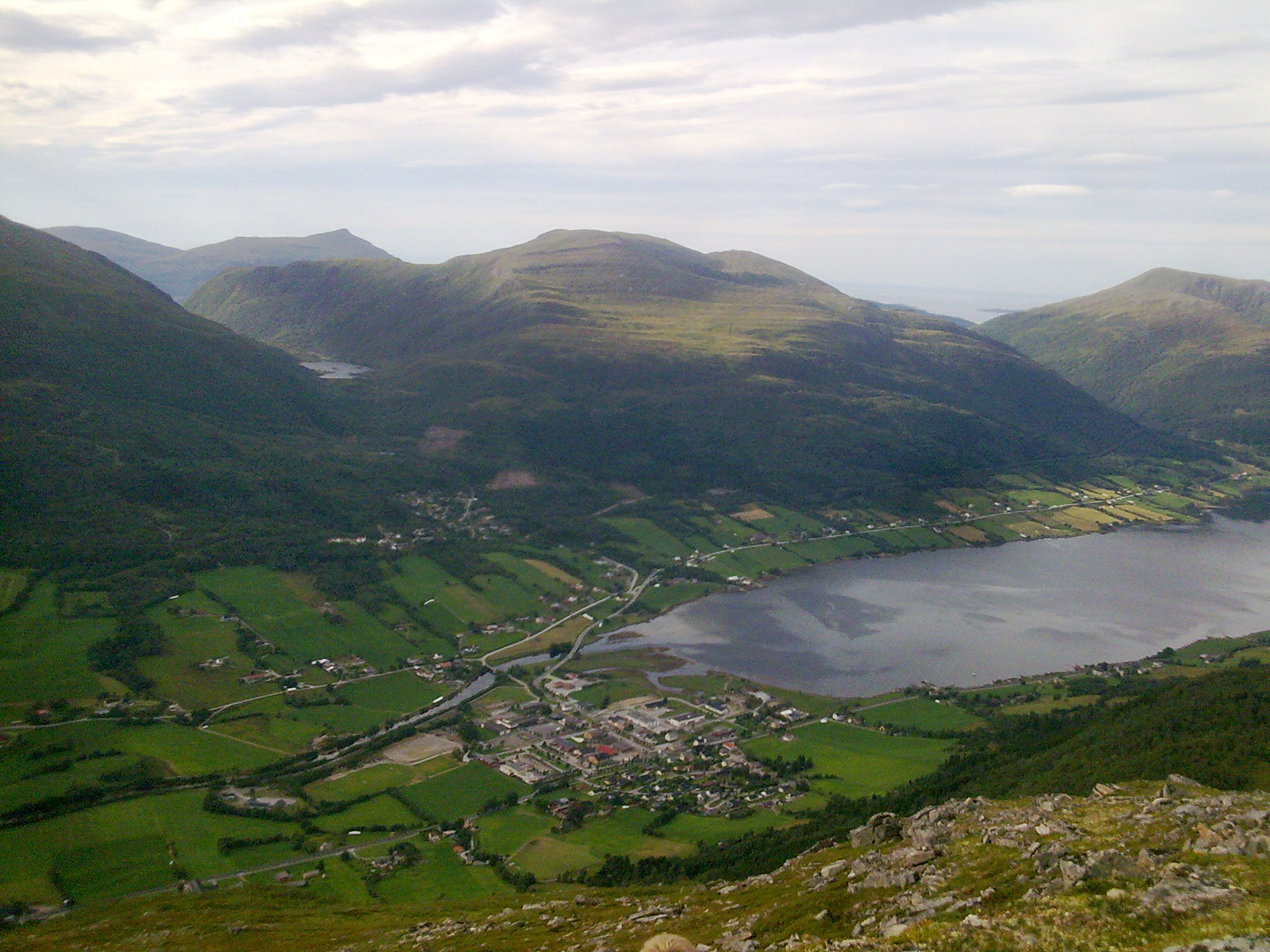
Batnfjordsøra

- Angvika
- Batnfjordsøra
- Flemma
- Gjemnes
- Heggem
- Hoem
- Knutset
- Skeisdalen
- Solsida
- Torvikbukt
- Vollabakken

Ålesund · Aukra · Aure · Averøy ·  Fjord · Giske · Gjemnes · Haram · Hareid · Herøy · Hustadvika · Kristiansund ·  Molde · Ørsta · Rauma · Sande · Smøla · Stranda · Sula · Sunndal · Surnadal · Sykkylven · Tingvoll · Ulstein · Vanylven · Vestnes · Volda

Fylker van Noorwegen